# Sulcicnephia jankovskiae
Sulcicnephia jankovskiae är en tvåvingeart som först beskrevs av Rubtsov 1956.  Sulcicnephia jankovskiae ingår i släktet Sulcicnephia och familjen knott. Inga underarter finns listade i Catalogue of Life.